# Táborhegy
Táborhegy Budapest egyik megszűnt elnevezésű városrésze a III. kerületben.
A városrész a nevét a 445 m magas Tábor-hegyről kapta.

## Fekvése
Határai: Kubik utca a Jablonka úttól – Bécsi út – Perényi út – Máramaros út – Királylaki út – Hedvig utca – Erdőalja út – Farkastorki lejtő – Ér utca – Üde utca – Jablonka út a Kubik utcáig.

## Története
Buda 1686. évi visszavívásának emlékére németül Lagerbergnek nevezték a környéket; a magyar név a német fordítása.
A Fővárosi Közgyűlés 2012. december 12-én Óbuda hegyvidéke néven összevonta az addig különálló Remetehegy, Mátyáshegy és Testvérhegy városrészekkel, utóbbiról leválasztva Harsánylejtőt, ami önálló városrésszé vált.